# Lendakaris Muertos
Lendakaris Muertos és un grup de punk rock basc amb lletres iròniques en llengua castellana, fundat el març de 2004 a Pamplona. Es caracteritza pel seu punk ortodox, gran velocitat, cançons curtes i cors continus. Canten lletres iròniques amb sarcasme que resulta de combinar humor, crítica social i política del País Basc i l'Estat espanyol. El nom del grup està inspirat en el grup estatunidenc Dead Kennedys. A més, al seu disc debut homònim conté la cançó «Demasiado ciego para follar», clarament inspirada en el senzill «Too drunk to fuck» del mateix grup.

## Trajectòria
Lendakaris Muertos enregistraren la seva primera maqueta amb Iker Piedrafita, de Dikers, als cinc mesos de la seva fundació, publicant la gravació a través de descàrrega gratuïta del seu lloc web. Mercès a les contínues actuacions a gaztetxes i el boca-orella, ràpidament s'assoliren més de 20.000 descàrregues de cançons com «Gora España», «Gafas de pasta», «El problema vasco» o «Veteranos de la kale borroka». Després firmaren amb GOR Discos i publicaren el 2005 una edició renovada de la maqueta, a la que afegiren 11 temes nous. La maqueta fou retirada parcialment del lloc web per temes legals, generant algunes crítiques per part de seguidors que preferien l'opció copyleft dels inicis.
El 2006 editaren el seu segon disc, també amb Gor Discos, amb el títol de Se habla español. El disc comptà amb setze temes molt curts, en mitja hora de treball. El 2008 sortí a la venda el seu tercer treball amb el nom Vine, vi y me vendí, amb 21 cançons que mantenien un estil similar als dos primers, essent aquest el darrer àlbum del baixista Txema «Garaikoetxea». El 2009 editaren Directo a los güevos, un disc en directe gravat a la sala Jimmy Jazz de Gasteiz. El 29 de febrer de 2012 publicaren el seu quart àlbum, Crucificados por el antisistema, amb la discogràfica Maldito Records.
A finals de 2013 el grup es prengué un descans i deixà de tocar temporalment en directe, essent el desembre de 2013 l'últim concert de la gira. Uns mesos després, el cantant Aitor creà el grup Aberri Txarrak, amb qui publicà el seu disc debut el febrer de 2015. El 8 d'octubre de 2015, i després de quasi dos anys sense fer concerts, el grup emeté un comunicat oficial confirmant el seu retorn als escenaris a principis de 2016. A més, el guitarrista Joxemi, de Ska-P, entrà al grup amb el malnom d'«Urkullu» per a cobrir la vacant d'Asier «Aguirre». El 12 de febrer de 2016 sortí el seu cinquè disc, Cicatriz en la matrix, també amb Maldito Records.

## Discografia
| Any  | Títol                                       | Discogràfica    | Format   |
| ---- | ------------------------------------------- | --------------- | -------- |
| 2004 | Lendakaris Muertos                          | Autoeditada     | Maqueta  |
| 2005 | Lendakaris Muertos                          | GOR Discos      | CD       |
| 2006 | Se habla español                            | GOR Discos      | CD + DVD |
| 2008 | Vine, vi y me vendí                         | GOR Discos      | CD       |
| 2009 | Directo a los güevos                        | GOR Discos      | CD + DVD |
| 2012 | Crucificados por el antisistema             | Maldito Records | CD       |
| 2016 | Cicatriz en la matrix                       | Maldito Records | CD       |
| 2017 | Podran cortar la droga pero no la primavera | Qué Mala Patria | CD       |
| 2017 | Sin speed hasta Madrid                      | Qué Mala Patria | CD + DVD |
| 2020 | Miedo a un planeta plano vol.1              | Qué Mala Patria | EP       |
| 2024 | Mucho asco (casi) todo                      | Qué Mala Patria | CD i LP  |